# 2.º Congresso Nacional do Kuomintang
O Segundo Congresso Nacional do Kuomintang foi uma reunião do Partido Nacionalista Chinês, realizado em Guangzhou (Cantão), entre os dias 4 e 19 de janeiro de 1926 para definir uma nova organização do partido após a morte de Sun Yat-sen.

## Visão geral
Wang Jingwei, Chiang Kai-shek, Li Dazhao, Mao Zedong, Zhang Guotao e Zhou Enlai participaram desta reunião enquanto Chen Duxiu permaneceu em Xangai e não participou. O conselheiro soviético Borodin teve grande influência na associação. Em 29 de setembro de 1925, o Comitê de Projetos Importantes do Segundo Congresso Nacional do Kuomintang realizou sua primeira secção; a reunião decidiu que Wang Jingwei, Chen Fumu e Mao Zedong seriam responsáveis pela elaboração do projeto de lei de propaganda e participar nos preparativos do "Segundo Congresso Nacional" da Obra Chinesa do Kuomintang.
Em 12 de novembro, a 119ª reunião do Comitê Central do Kuomintang decidiu estabelecer uma Comitê de Exame de Qualificação para Delegados ao Segundo Congresso Nacional do Kuomintang enquanto Deng Zeru, Lin Boqu, Lin Sen e Mao Zedong eram presumidos como membros em 31 de dezembro. Mao Zedong também participou da 131ª reunião do Comitê Central do Kuomintang e ela reunião discutiu e decidiu sobre a lista do presidium para o segundo Congresso. A agenda da conferência e a lista de vários repórteres políticos presume-se que Mao Zedong fez um relatório de trabalho de propaganda. De 1º a 19 de janeiro de 1926, Mao Zedong participou do Segundo Congresso Nacional do Kuomintang como membro suplente do Comitê Central. 
Estavam presentes 256 delegados, um terço dos quais eram membros do Partido Comunista da China e um terço eram; esquerdistas do Kuomintang chinês; a conferência aprovou resoluções sobre assuntos partidários, política, finanças, militares, propaganda, diplomacia, trabalhadores, agricultores, mulheres, jovens, empresários, etc., além de eleger novos membros do executivo central e membros do comitê de supervisão do congresso e decidiu continuar a implementar as decisões estabelecidas pelo primeiro congresso nacional. A política de aliança com a União Soviética e o Partido Comunista, e o apoio aos agricultores e trabalhadores, impôs sanções de disciplina partidária aos direitistas que participaram em uma Conferência de Xishan.

## Decisões Finais
Chiang Kai-shek (entre a 4ª e 5ª sessão) é apontado como secretário-geral do Kuomintang.